# Trauma torácico
Trauma torácico, ou lesão no peito, é qualquer forma de lesão física no peito, incluindo as costelas, o coração e os pulmões. Lesões torácicas são responsáveis por 25% de todas as mortes por lesão traumática. Normalmente, as lesões no peito são causadas por mecanismos contundentes, como colisões de veículos motorizados ou mecanismos penetrantes, como esfaqueamentos.